# Ctenichneumon lissonotus
Ctenichneumon lissonotus là một loài tò vò trong họ Ichneumonidae.